# پاول اورندورف
پاول اورندورف (انگلیسی: Paul Orndorff; ۲۹ اکتبر ۱۹۴۹ – ۱۲ ژوئیهٔ ۲۰۲۱) کشتی‌گیر کشتی حرفه‌ای، و بازیکن فوتبال آمریکایی اهل ایالات متحده آمریکا بود.

وی همچنین برندهٔ جوایزی همچون تالار شهرت دبلیو دبلیو ای شده‌است.
از باشگاه‌هایی که در آن بازی کرده‌است می‌توان به نیو اورلینز سینتز اشاره کرد.